# Haliplus cylindricus
Haliplus cylindricus är en skalbaggsart som beskrevs av Roberts 1913. Haliplus cylindricus ingår i släktet Haliplus och familjen vattentrampare. Inga underarter finns listade i Catalogue of Life.